# Fennimore und Gerda
Fennimore und Gerda è un'opera in lingua tedesca in 11 scene, con quattro interludi, del compositore inglese Frederick Delius.
È generalmente messo in scena e registrato in inglese, col titolo "Fennimore and Gerda", nella traduzione di Philip Heseltine. Il libretto tedesco, scritto dal compositore stesso, è basato sul romanzo Niels Lyhne dello scrittore danese Jens Peter Jacobsen.
Delius cominciò a scrivere Fennimore und Gerda nel 1908, lo finì nel 1910, ma la prima, che era prevista a Colonia, venne ritardata dalla prima guerra mondiale e non ebbe luogo fino al 21 ottobre 1919, e poi all'Opernhaus a Francoforte. Fu l'ultima opera del compositore.

## Ruoli
| Ruolo       | Voce          | Cast della prima, 21 ottobre 1919 (direttore: Gustav Brecher) |
| ----------- | ------------- | ------------------------------------------------------------- |
| Niels Lyhne | baritono      | Robert von Scheidt                                            |
| Erik        | tenore        | Erik Wirl                                                     |
| Fennimore   | mezzo soprano | Emma Holt                                                     |
| Gerda       | soprano       | Elisabeth Kandt                                               |
| Consul      | basso         | Walter Schneider                                              |

## Riassunto
Due amici, lo scrittore Niels Lyhne e il pittore Erik Refstrup, sono innamorati della cugina di Niels, Fennimore. Lei sceglie Erik ma il matrimonio comincia a vacillare a causa del vizio del bere di Erik e Fennimore inizia una relazione con Niels. Erik è ucciso in un incidente e, sopraffatta dalla colpa, Fennimore rompe con la relazione. Respinto, Niels trascorre anni viaggiando prima di stabilirsi e sposare la figlia del vicino, Gerda.

## Fonti
- amadeusonline.net,  http://www.amadeusonline.net/.